# Canterbury bymur
Canterbury bymur er en række bymur, der er bygget omkring byen Canterbury i Kent, Sydengland. De første mure blev opført af romerne under deres tid i Britannien mellem 270 og 280. Disse blev bygget af sten på toppen af en jordvold og beskyttet af en grøft og tårne. Der blev bygget mindst fem porte i muren, der blev ført sammen med landets romerske vejnet. Da romerne forlod Storbritannien oplevede Canterbury en nedgangstid, men murene forblev, og det kan have påvirket Augustin til at etablerede byen i slutningen af 500-tallet. Angelsakserne bevarede forsvarsmurene, og byggede kapeller over portene, og brugte dem til at forsvare byen mod vikingernes angreb.
Ved normannernes invasion i 1000-tallet erobrede de byen uden modstand, og i 1100-tallet blev murene dårligt vedligeholdt, og havde ringe militær værdi. Frygten for en fransk invasion under hundredårskrigen ledte undersøgelse af Canterburys forsvarsværker i 1363. Det blev besluttet at restaurere bymurene og i de næste omkring 30 år blev de gamle romerske mure genopført i sten, og man inkorporerede de tilbageværende mure, der stadig stod. Det blev opført 24 tårne omkring byen, og over de næste år, blev flere portbygninger genopført i sten og mursten, og de blev forsvaret af nogle af de første kanonbatterier i England. Dele af muren blev ødelagt med overlæg af rundhovederne under den engelske borgerkrig i 1600-tallet, og dørene til byens porte blev brændt; med restaurationen af Charles 2. i 1660 blev der genindsat porte.
I 1700- og 1800-tallet kom Canterburys bymure under stort pres som følge af byens udvikling. Alle portene, på nær Westgate, blev ødelagt og store dele af muren blev revet ned for at gøre plads til nye veje og bygninger. Tyske bombninger under anden verdenskrig ødelagde murene yderligere. På trods af dette har de tilbageværende porte og portbygninger overlevet byudviklingen efter krigen, og står enten intakte eller er blevet fuldstændig genopført. Over halvdelen af bymuren er bevaret, og den omkranser omkring 53 ha, og arkæologerne Oliver Creighton betragter Robert Higham bymuren som "en af de mest storslåede i Storbritannien".